# Jurij Rodionov
Jurij Robert Rodionov (* 16. Mai 1999 in Nürnberg, Deutschland) ist ein österreichischer Tennisspieler.

## Karriere
Rodionov trat 2017 bei den Juniorenwettbewerben der Grand-Slam-Turniere in Paris und Wimbledon an. Bei den French Open 2017 erreichte er das Achtelfinale im Junioreneinzel sowie mit seinem Partner Michael Vrbenský das Halbfinale im Juniorendoppel. In Wimbledon erreichte er im Junioreneinzel das Viertelfinale, im Juniorendoppel erneut mit Vrbenský das Finale. Im August desselben Jahres stand er damit auf Rang 8 der Junior-Weltrangliste.
Seit November 2015 wird Rodionov in der Tennisweltrangliste der Profis geführt. Im Juli 2017 erreichte Rodionov das erste Mal als Qualifikant eines Challengers, der zweithöchsten Turniergruppe, die Hauptrunde. Bei den Advantage Cars Prague Open 2017 in Prag stand er durch Siege gegen Jan Šátral und Enrique López Pérez im Viertelfinale, schied dort aber gegen João Domingues aus. Für die Generali Open, einem Turnier der ATP World Tour 250 erhielt Rodionov eine Wildcard für die Qualifikation, wo er sein Auftaktmatch gegen Maximilian Marterer verlor. Ende seines ersten Profijahres stand er mit Rang 497 erstmals in den Top 500 der Weltrangliste. Als Qualifikant konnte er im Finale den Serben Peđa Krstin in zwei Sätzen bezwingen. Durch diesen Erfolg schaffte er zum ersten Mal den Sprung in die Top-300 der Weltrangliste. Seinen ersten Titel auf Challenger Ebene gewann er im Juni 2018 in Almaty. 2020 konnte Jurij Rodionov einen Sieg gegen die Nummer 12 der Rangliste, Denis Shapovalov verbuchen – bis dato konnte er gegen keinen höher notierten Spieler gewinnen. 2021 gelang ihm im Viertelfinale von Stuttgart gegen den an Nummer 4 gesetzten Alex de Minaur ein Dreisatzsieg, nachdem er einen Matchball abwehren musste. Im Halbfinale gab er gegen Marin Čilić nach dem ersten Satz auf.
Rodionov ist aktiver Sportler des Heeressportzentrums des Österreichischen Bundesheers. Als Heeressportler trägt er derzeit den Dienstgrad Korporal.

## Erfolge
| Legende (Anzahl der Siege) |
| Grand Slam                 |
| ATP Finals                 |
| ATP Tour Masters 1000      |
| ATP Tour 500               |
| ATP Tour 250               |
| ATP Challenger Tour (11)   |

### Einzel

#### Turniersiege
| Nr. | Datum            | Turnier    | Belag         | Finalgegner         | Ergebnis        |
| --- | ---------------- | ---------- | ------------- | ------------------- | --------------- |
| 1.  | 16. Juni 2018    | Almaty II  | Sand          | Peđa Krstin         | 7:5, 6:2        |
| 2.  | 9. Februar 2020  | Dallas     | Hartplatz (i) | Denis Kudla         | 7:5, 7:610      |
| 3.  | 23. Februar 2020 | Morelos    | Hartplatz     | Juan Pablo Ficovich | 4:6, 6:2, 6:3   |
| 4.  | 27. März 2022    | Biel (1)   | Hartplatz (i) | Kacper Żuk          | 7:63, 6:4       |
| 5.  | 8. Mai 2022      | Mauthausen | Sand          | Jiří Lehečka        | 6:4, 6:4        |
| 6.  | 26. März 2023    | Biel (2)   | Hartplatz (i) | Liam Broady         | 6:3, 0:0 aufgg. |
| 7.  | 4. Februar 2024  | Koblenz    | Hartplatz (i) | Brandon Nakashima   | 6:77, 6:1, 6:2  |
| 8.  | 10. August 2025  | Bonn       | Sand          | Timofei Skatow      | 3:6, 6:2, 6:4   |

### Doppel

#### Turniersiege
| Nr. | Datum           | Turnier   | Belag     | Partner                | Finalgegner                               | Ergebnis         |
| --- | --------------- | --------- | --------- | ---------------------- | ----------------------------------------- | ---------------- |
| 1.  | 11. Mai 2019    | Schymkent | Sand      | Emil Ruusuvuori        | Gonçalo Oliveira Andrej Wassileuski       | 6:4, 3:6, [10:8] |
| 2.  | 26. Juli 2024   | Zug       | Sand      | Wolodymyr Uschylowskyj | Seita Watanabe Takeru Yuzuki              | 7:65, 7:65       |
| 3.  | 31. August 2024 | Mallorca  | Hartplatz | David Pichler          | Anirudh Chandrasekar David Vega Hernández | 1:6, 6:3, [10:7] |

## Privates
Jurij ist der Sohn belarussischer Eltern und lebt seit seinem zweiten Lebensjahr im niederösterreichischen Matzen. Seit 2015 hat er auch die österreichische Staatsbürgerschaft.

## Sonstiges
Rodionov erregte bei den Wimbledon Championships 2017 Aufsehen, als er während einer Begegnung seine dunkle Unterhose wechseln musste, da diese durch die weiße Hose schimmerte. Das Reglement in Wimbledon verlangt von allen Spielern in ausschließlich weißer Tenniskleidung zu spielen.